# Eleanor Farjeon
Eleanor Farjeon (13 de febrero de 1881 - 5 de junio de 1965) fue una autora inglesa de literatura infantil. Cultivó otros géneros como la biografía, historia y poesía. Muchas de sus obras tuvieron ilustraciones de Edward Ardizzone. Obtuvo diversos premios literarios. El Children's Book Circle otorga anualmente en su memoria los Premios Eleanor Farjeon de literatura infantil. 

## Biografía
Eleanor Farjeon nació el 13 de febrero de 1881 en Londres, Inglaterra. Fue hija del popular novelista Benjamin Farjeon y Maggie Jefferson. Sus dos hermanos menores, Joseph y Herbert Farjeon, fueron escritores; el mayor, Harry Farjeon, fue compositor.
Eleanor, conocida como "Nellie" al interior de su familia, fue una niña tímida con varios problemas de salud durante su infancia. Fue educada en su hogar y pasaba largas horas en la buhardilla,  rodeada de libros. Su padre la animó a escribir desde la edad de 5 años. Describió su infancia y a su familia en su obra autobiográfica, A nursery in the Nineties (1935).

## Obras
- Pan-Worship and Other Poems (1908)
- The Soul of Kol Nikon (1914)
- Arthur Rackham: The Wizard at Home (1914) (non-fiction)
- Gypsy and Ginger (1920)
- Martin Pippin in the Apple Orchard (1921)
- Faithful Jenny Dove and Other Tales (1925)
- Mighty Men: Achilles to Julius Caesar, Beowulf to Harold (1925)
- Nuts and May (1925)
- Faithful Jenny Dove and Other Tales (1925)
- Italian Peepshow (1926)
- Kaleidoscope (1928)
- The Tale of Tom Tiddler (1929)
- Tales from Chaucer: The Canterbury Tales Done in Prose (1930)
- The Old Nurse's Stocking Basket (1931)
- The Fair of St. James: A Fantasia (1932)
- Perkin the Pedlar (1932)
- Jim at the Corner and Other Stories (1934)
- A Nursery in the Nineties (1935) (autobiography)
- Humming Bird: A Novel (1936)
- Ten Saints (1936)
- Martin Pippin in the Daisy Field (1937)
- The Wonders of Herodotus (1937)
- One Foot in Fairyland: Sixteen Tales (1938)
- Kings and Queens (1940) (poetry, written with her brother Herbert Farjeon)
- The New Book of Days (1941)
- Brave Old Woman (1941)
- The Glass Slipper (1944) (play)
- Ariadne and the Bull (1945)
- The Silver Curlew (1949) (play)
- The Little Bookroom (1955). Colección de cuentos titulada en español La princesa que pedía la Luna, Editorial Juventud,1960, traducción de Susana Palanca.
- The Glass Slipper (1955) (novelization)
- Edward Thomas: The Last Four Years (1958) (non-fiction)